# 新潟日建工科専門学校
新潟日建工科専門学校（にいがたにっけんこうかせんもんがっこう）とは、建築の専修学校。建築士試験受験資格認定校。学校法人信濃学園が運営。

## 設置学科
- 建築設計科
- 建築インテリアデザイン科
- 建築IT科
- 建築設計研究科
- 建築士養成科（通信制）

## グループ校
- 東京日建工科専門学校
- 宇都宮日建工科専門学校
- 水戸日建工科専門学校
- 群馬日建工科専門学校
- 横浜日建工科専門学校
- 浜松日建工科専門学校